# Đorđe Vojislavljević
Đorđe I. Vojislavljević ali Đorđe Bodinović (srbsko Ђорђе Бодиновић, latinizirano: Đorđe Bovinović) je bil od leta 1113 do 1118 in ponovno od 1125 do 1131 kralj Duklje in Travunije, to je sedanje južne Črne gore,  severozahodne Albanije in južne Hercegovine, * okoli 1081, Duklja, † 1131, Carigrad, Bizantinsko cesarstvo. 
Za kratek čas je vladal tudi Raški. Bil je sin dukljanskega kralja Konstantina Bodina iz dinastije Vojislavljević in njegove žene Jakvinte Barijske.
Z materjo Jakvinto sta nasprotovala vladavini njegovega bratranca Vladimirja in vplivu srbskega kneza Vukana na Dukljo. Leta 1118 sta Vladimirja zastrupila. Po njegovi smrti je bil za kralja Doklje okronan Đorđe. Kot kralj je načrtoval likvidacijo svojih sorodnikov, pretendentov na njegov prestol. Poskušal je ujeti tudi  otroke kralja Branislava, ki so pobegnili v Drač, kjer je bil njegov stric Gojislav. Bizantinski cesar Ivan II. Komnen je nato s pomočjo Branislavljevičev napadel Dukljo. Đorđe  se je umaknil na svoj grad Oblike na Tarabošu južno od Skadarskega jezera. Bizantinci so medtem osvojili Skadar in kmalu zatem še ostalo Dukljo. Jakvinto so v Kotorju ujeli in jo poslali v Carigrad, kjer je umrla. 
Poraženi Đorđe  je pobegnil v Raško, s čimer se je končala njegova prva vladavina. Bizantinci so za novega kralja Duklje ustoličili Branislavovega sina Grubešo. 
Đorđe je leta 1125 s pomočjo srbskih sil napadel Dukljo. Sledila je bitka pri Baru, v kateri je Grubeša padel in Đorđe je zavzel njegovo kraljestvo. Odločil se je, da bo oblast delil z Grubeševima bratoma, Draginjo in Dragilo, s katerima je vzpostavil prijateljske odnose. Po Dragilovem nasvetu je vdrl v Raško in jo osvojil in se nato odločil prevzeti popolno oblast nad Dukljo in uničiti vse  sorodnike, ki bi se mu upal zoperstaviti. Ujel je Vladimirjevega sina Mihaela in Dragilo ter ju dal zapreti. Draginja je z nečaki pobegnil v Drač, ki je bil pod bizantinsko oblastjo. Pridružil se jim je Draginjev brat Gradinja iz Zahumja. 
Bizantinci so skupaj z Đorđevimi sorodniki ponovno napadli Dukljo in zavzeli celotno dukljansko ozemlje od Bara do Podgorice, potem pa so napad ustavili, ker se je moral glavni poveljnik bizantinske vojske vrniti v Carigrad. Đorđe  je to izkoristil in neuspešno napadel grad Oblike, kjer so bili utrjeni njegovi sorodniki. Kmalu je sledila nova bizantinska ofenziva, ki so se ji pridružile sile iz Raške. Đorđe  se je s svojo vojsko umaknil v svojo trdnjavo Oblon, potem pa se mu je vojska uprla in ga izročila Bizantincem. Kot ujetnika so ga odpeljali v Carigrad, kjer je v ječi umrl. Bizantinci so leta 1131 za novega kralja Duklje okronali Gradinja. 
V Bolgariji so leta 1938 odkrili Đorđev pečat iz  časa, ko je bil še knez.